# Nakkila
Nakkila là một đô thị của Phần Lan.
Vị trí ở tỉnh của Tây Phần Lan thuộc vùng Satakunta. Đô thị này có dân số 5.941 người (năm 2003) và diện tích 184,85 km² trong đó có 1,76 km² là diện tích mặt nước (chủ yếu là từ sông Kokemäenjoki). Mật độ dân số là 32.4 người trên mỗi km².
Có hai địa điểm nổi bật ở Nakkila là nhà thờ và phim trường Villilä, thường được mệnh danh là "Hollywood của Phần Lan".
Dân đô thị này chỉ sử dụng tiếng Phần Lan